# كريستوبال راميريز
كريستوبال راميريز (بالإسبانية: Cristóbal Ramírez)‏ هو رسام إسباني، ولد في القرن السابع عشر، وتوفي في 1644.